# Distretto di Seveso
Il distretto di Seveso era il nome di un distretto ideato dal governo giacobino della Repubblica Cisalpina nel dipartimento del Lario, e poi nel dipartimento d'Olona dopo il colpo di Stato del 1798.

## Storia
La Costituzione della Repubblica Cisalpina progettò un nuovo ordinamento degli enti locali lombardi, partendo dal presupposto di una nuova geografia basata su una razionalizzazione illuministica anziché sui retaggi di secoli di storia. La funzione dei distretti, che andavano a sostituire l'istituto plurisecolare della pieve, sarebbe divenuto quello di svolgere le più alte funzioni municipali nelle aree di notevole parcellizzazione comunale.
Nell'area settentrionale milanese la Pieve di Seveso non venne in realtà mutata ma, a titolo sperimentale, per la prima volta nella storia cambiava provincia venendo trasportata sotto Como. Il distretto venne classificato col numero 14.
Definito dalla legge 6 germinale anno VI, l'ente non riuscì ad avere una vera applicazione fino al golpe militare che riversò il governo giacobino sostituendolo con uno più finalizzato ad ottenere risparmi per la guerra. Il distretto di Seveso, col numero 30, fu subito riportato sotto Milano e per la prima volta fu anche leggermente ampliato.
Con l’invasione tedesca del 1799 si tornò a parlare delle vecchie pievi, sciogliendo le municipalità esistenti, ma lo stato di guerra non permise di entrare nei dettagli. Al loro ritorno nel 1800, i francesi non riproposero più questo ente amministrativo sostituendolo coi cantoni.

## Territorio
Il territorio del distretto inizialmente ricalcò fedelmente quella della pieve di Seveso.
Dopo il golpe del 1798, gli vennero aggiunti Bovisio e Masciago oltre che la Cassina Savina.